# Latasha Byears
Latasha Nashay Byears (Memphis, 12 agosto 1973) è un'ex cestista statunitense, professionista nella WNBA.

## Carriera
Ha giocato in Serie A1 con Messina.

## Palmarès
- Campionato WNBA: 1

Los Angeles Sparks: 2001, 2002
- Migliore nella percentuale di tiro WNBA (2001)